# Celso Vieira
Celso Vieira (ur. 25 września 1974) – brazylijski piłkarz występujący na pozycji pomocnika.

## Kariera piłkarska
Od 1995 do 2006 roku występował w SC Internacional, Ituano, Portuguesa, Vegalta Sendai i Sampaio Corrêa.